# 勒内·伊基塔
何塞·勒内·伊基塔·萨帕塔（ José René Higuita Zapata，1966年8月27日—）是一名已退役的哥倫比亞著名足球運動員，司職門將，曾經代表哥倫比亞國家足球隊上陣69場射入3球。希基達雖然身為門將，但有時比賽期間盤球走出禁區，甚至走到中場發動攻勢，加上擁有一頭長長的亂髮，因而有「狂人」（El Loco）之稱。

## 球員生涯
希基達出身於哥倫比亞國內勁旅百萬富翁體育會，1986年轉會至他的家鄉球會麥德林國際體育會，由於表現優異而首度召入哥倫比亞國家隊參加南美國家盃，並且穿上一號球衣代表球隊出賽，最終在該屆賽事中哥倫比亞擊敗阿根廷獲得一席殿軍。1989年他協助球隊首度殺入南美自由盃決賽迎戰巴拉圭的奧林匹克，兩回合總比數為二比二，需要進行十二碼階段，最終於最後一輪憑希基達的致勝入球，令麥德林國際體育會首次奪得該項南美洲最高級別賽事的冠軍，更成為賽事開辦以來首支哥倫比亞球會奪得冠軍，翌年再替球隊贏得哥倫比亞甲組足球聯賽冠軍。同年希基達第二次出戰南美國家盃，可惜哥倫比亞於分組賽階段只能第三名未能出線，而希基達在第一場分組賽賽事對委內瑞拉中，開賽36分鐘為球隊先開紀錄，這一球已經他代表哥倫比亞的第三個入球（另外兩球分別對芬蘭及秘魯時射入）。
1990年希基達代表哥倫比亞參加1990年世界盃足球賽，當時哥倫比亞於分組賽階段最後一場憑連干的關鍵入球成功迫和西德而殺入十六強，在十六強階段迎戰喀麥隆時，雙方在法定時間內踢成零比零平手，在加時階段作為守門員的希基達盤球走出禁區，企圖扭過對方前鋒，可惜被後者成功搶得皮球輕鬆射入，最終喀麥隆以二比一擊敗哥倫比亞。這時希基達頓時成為哥倫比亞出局的罪人。
希基達是一位擁有極具進攻力的守門員，不時為球隊走出禁區發動攻勢，是世界上入球第三多的守门员神射手，僅次於巴西的及巴拉圭的。
1993年希基達被指控與哥倫比亞販毒集團捲入一宗綁架案，結果被判入獄一個月及被判罰64,000美元，不過六個月後獲得提前獲釋。希基達評論該事件時說：「我是一名足球員，我不知道有關綁架的法律訴訟」。由於希基達入獄而無法參加1994年世界盃足球賽。2004年9月23日，希基達效力厄瓜多爾球會奧卡時未能通過藥檢測試，對可卡因檢驗呈陽性反應，被厄瓜多爾足協立即停賽。
2007年已經退役的希基達宣佈重返球場，加盟哥倫比亞甲組聯賽球會Guaros de Lara FC，2008年1月轉投一支乙組聯賽球會Deportivo Rionegro。
2010年1月25日舉行告別賽，為自己20年的職業生涯畫上句號。

### 蝎子摆尾
1995年9月在一場由英格蘭對哥倫比亞的友誼賽中，比賽期間英格蘭中場球員在離門約25碼一記笠射，當球飛向球門時，希基達竟然放棄用手接著而是向前一跳將整個人倒起來利用雙腳擋出，這個動作被稱為「蝎子摆尾」。事后采访时提到此动作借鑒于以后脚跟挑球入球门的方式，這個震驚全球的救球動作於2002年被英國第四台列入100個體育運動最偉大的時刻的第九十四名。

## 外部連結
- 雷涅·伊基塔
- 伊基塔：瘋狂與激情並存的門將
- 沈旭暉：《足球有毒》－－哥倫比亞足球王朝解謎[]